# Sông Cầu
Sông Cầu (còn gọi là sông Như Nguyệt, sông Phú Lương (Phú Lương Giang, 富良江), sông Thị Cầu hay mỹ danh dòng sông quan họ), là con sông quan trọng nhất trong hệ thống sông Thái Bình, sông nằm lọt trong vùng Đông Bắc Việt Nam .
Lưu vực sông Cầu là một trong năm con sông dài nhất ở miền Bắc Việt Nam (Hồng, Đà, Lô, Cầu, Đáy) và cũng là một trong những lưu vực sông lớn ở Việt Nam, có vị trí địa lý đặc biệt, đa dạng và phong phú về tài nguyên cũng như về lịch sử phát triển kinh tế - xã hội của các tỉnh nằm trong lưu vực của nó.

## Dòng chảy
Sông Cầu bắt nguồn từ phía Nam đỉnh Phia Boóc (cao 1.578 m) của dãy Văn Ôn trong địa phận xã Chợ Đồn và xã Đồng Phúc của tỉnh Thái Nguyên, chảy ngoằn ngoèo giữa hai dãy núi Ngân Sơn và dãy núi Sông Gâm theo hướng bắc tây bắc-nam đông nam tới địa phận xã Bạch Thông rồi đổi hướng để chảy theo hướng tây tây nam-đông đông bắc qua phường Bắc Kạn tới xã Cẩm Giàng. Tại đây nó đổi hướng để chảy theo hướng đông bắc-tây nam. Tại xã Thanh Thịnh nó nhận một chi lưu phía hữu ngạn, chảy về từ xã Thanh Mai cùng huyện theo hướng tây bắc-đông nam. Tới địa phận xã Chợ Mới, nó nhận một chi lưu nữa phía hữu ngạn rồi đổi hướng sang tây bắc-đông nam. Tới địa phận xã Văn Lăng, nhận một chi lưu phía tả ngạn rồi đổi hướng sang bắc đông bắc-nam tây nam. Tới phường Quan Triều thì nhận tiếp một chi lưu phía hữu ngạn là sông Đu rồi chảy qua lòng thành phố Thái Nguyên cũ. Chảy tới xã Điềm Thụy thì đổi sang hướng đông bắc-tây nam tới phường Trung Thành nhận tiếp một chi lưu là sông Công. Tới ranh giới xã Mai Đình huyện Hiệp Hòa cũ và xã Việt Long huyện Sóc Sơn cũ (Hà Nội) nó nhận một chi lưu nhỏ phía hữu ngạn là sông Cà Lồ rồi chảy tiếp về phía đông qua ranh giới của thị xã Việt Yên - Bắc Giang và huyện Yên Phong - Bắc Ninh cũ rồi hợp lưu với sông Thương tại ngã ba Lác (nơi giáp ranh giữa Đồng Phúc, Đức Long và Phả Lại cũ) để tạo thành sông Thái Bình.

## Thông số chính
Sông Cầu có diện tích lưu vực khoảng 6.030 km², với chiều dài khoảng 290 km, độ cao bình quân lưu vực: 190 m, độ dốc bình quân 16,1%, chiều rộng lưu vực trung bình: 31 km, mật độ lưới sông 0,95 km/km² và hệ số uốn khúc 2,02.

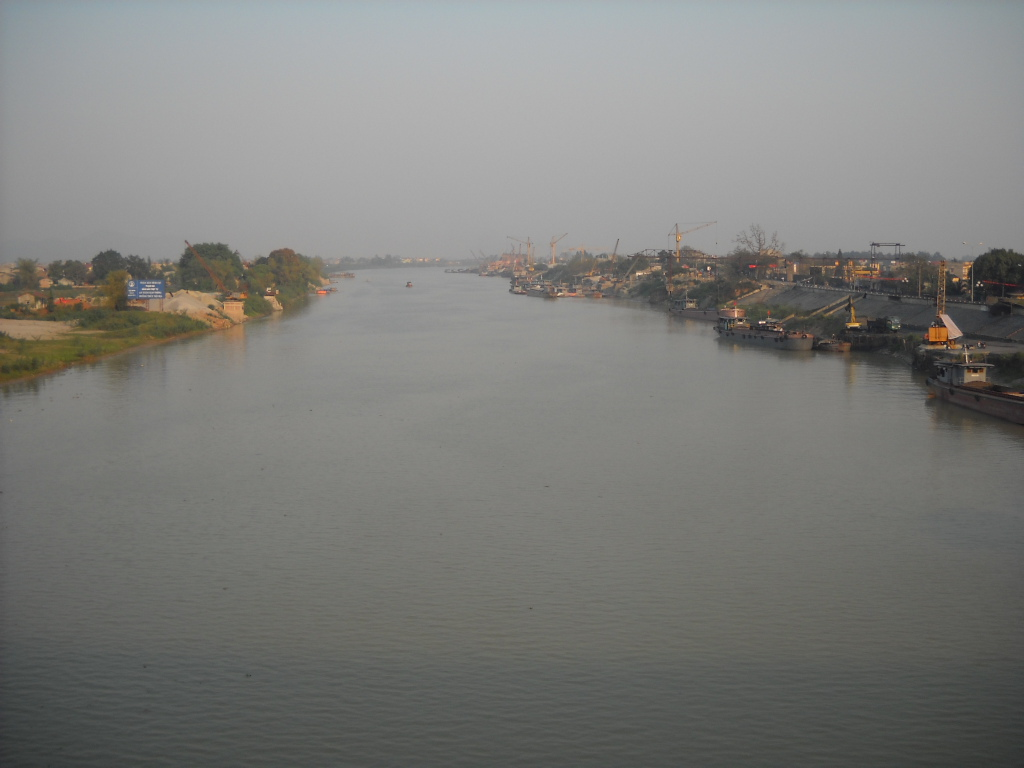
Sông Cầu, đoạn qua Việt Yên, Bắc Giang cũ
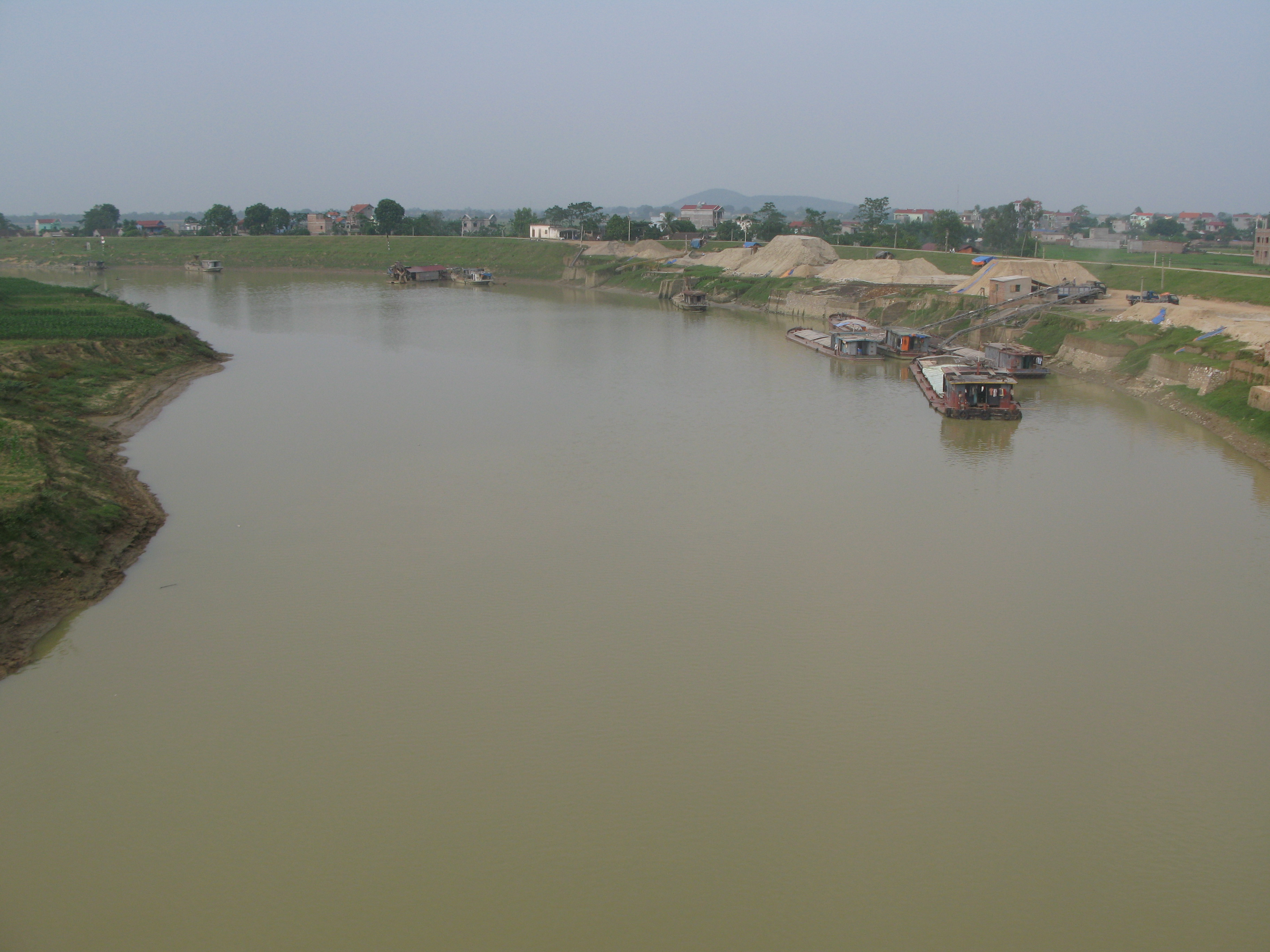
Sông Cầu chảy qua Sóc Sơn, Hà Nội cũ
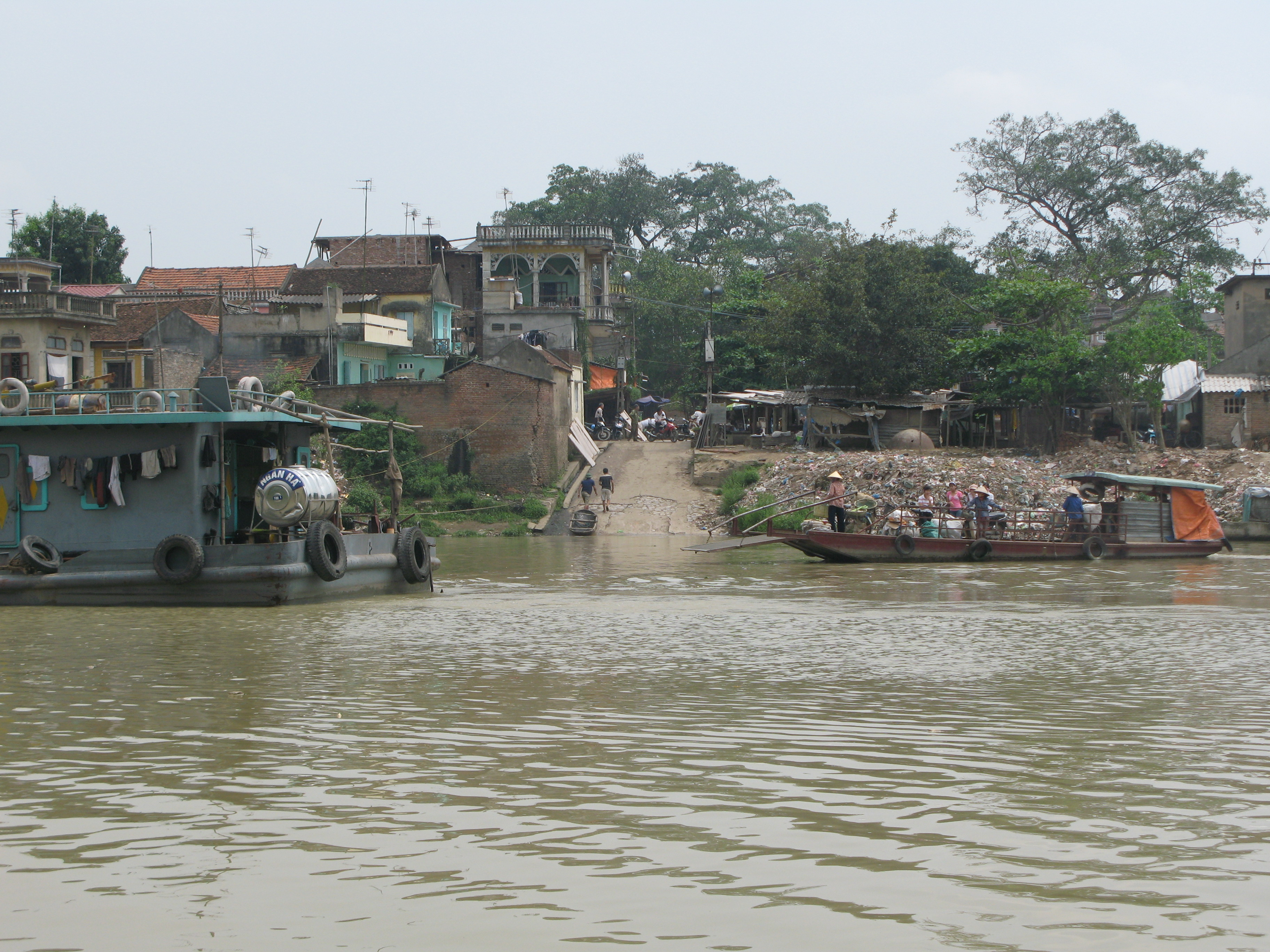
Làng Thổ Hà bên dòng sông Cầu
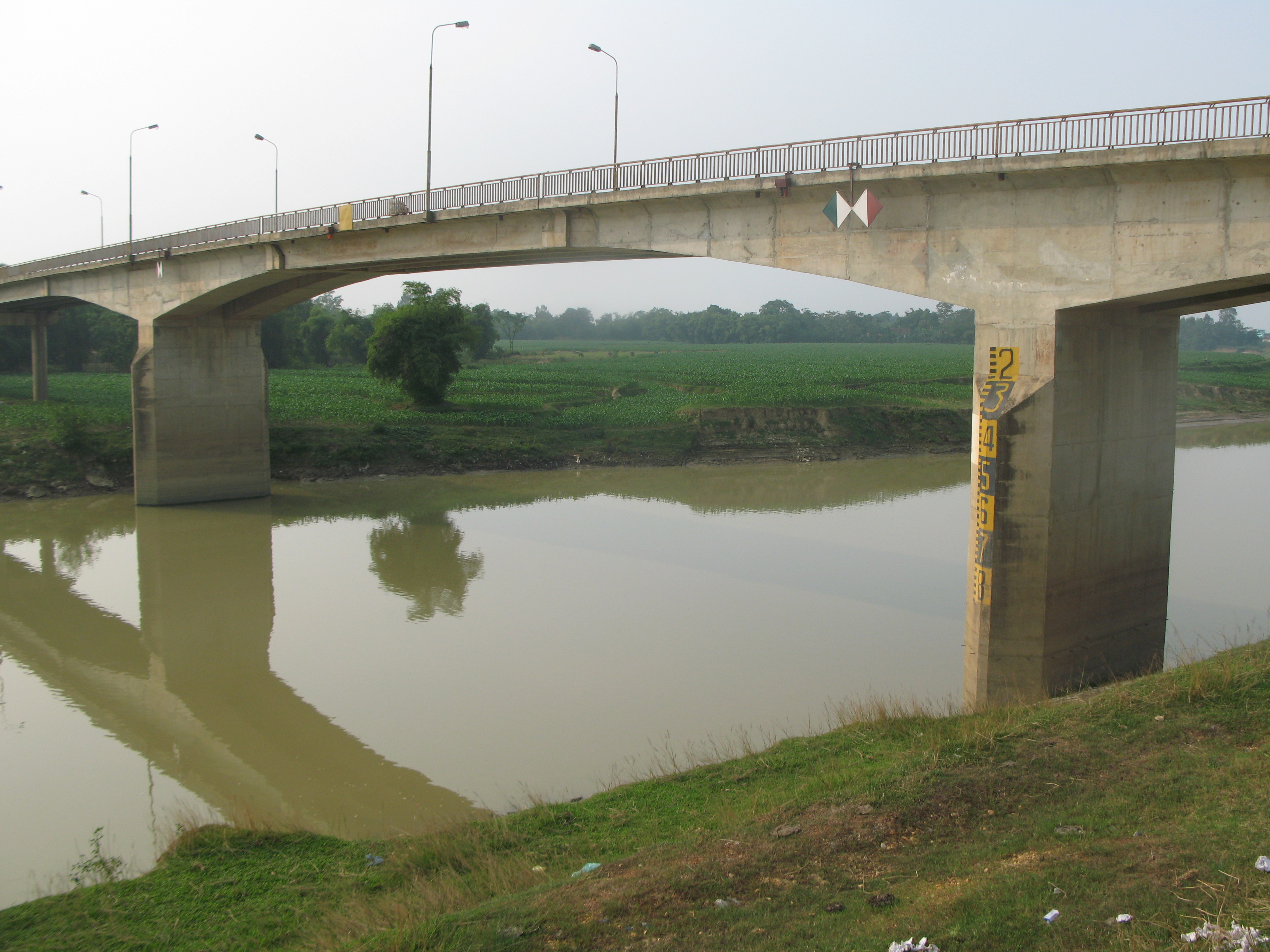
Cầu Vát in bóng xuống dòng sông Cầu
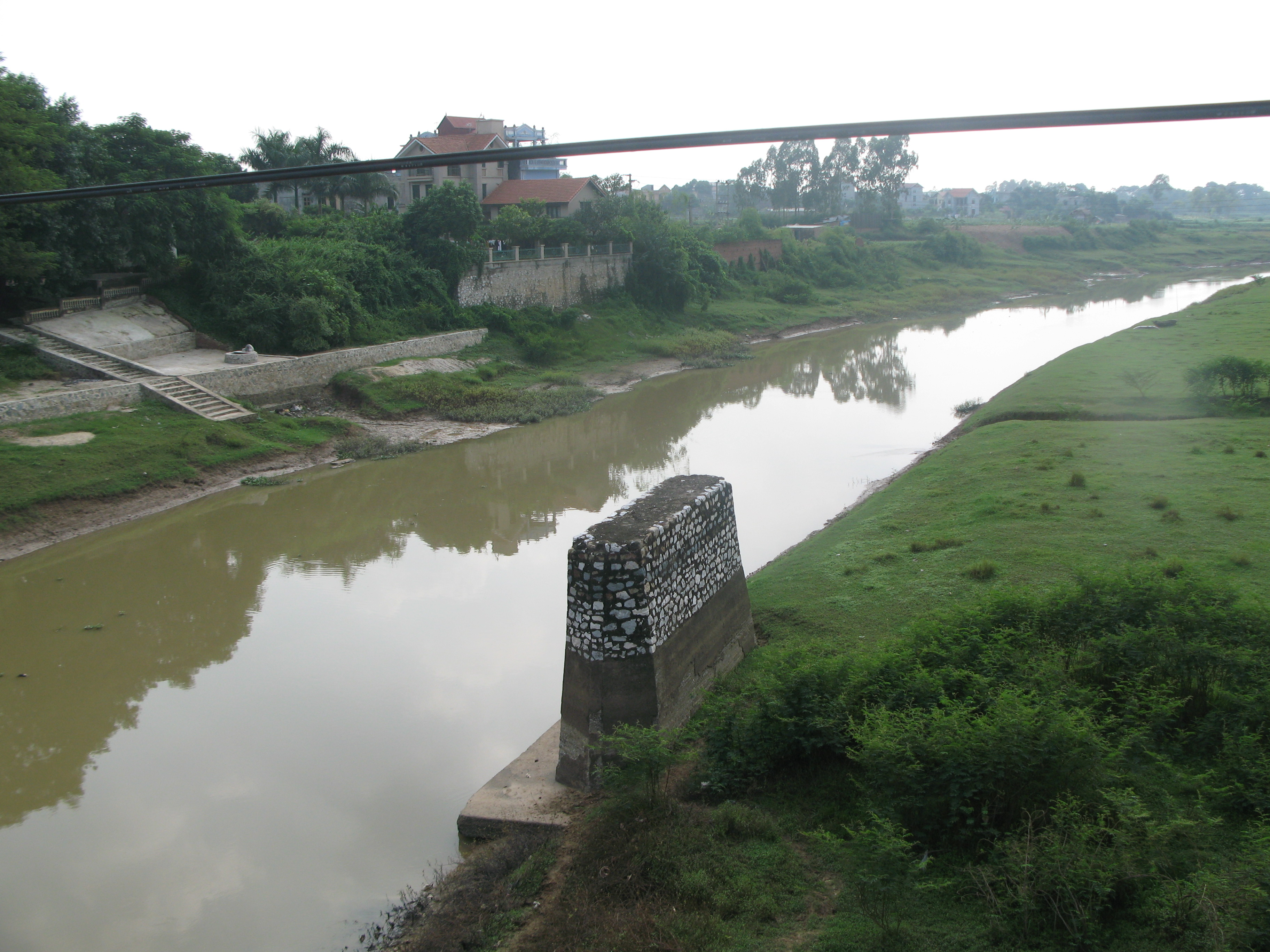
Sông Cà Lồ - một nhánh của sông Cầu

## Chế độ thủy văn
Lưu vực sông Cầu có dòng chính là sông Cầu với chiều dài 290 km bắt nguồn từ núi Văn Ôn (Vạn On) ở độ cao 1.170 m và đổ vào sông Thái Bình ở Phả Lại. Trong lưu vực sông Cầu có tới 26 phụ lưu cấp một với tổng chiều dài 670 km và 41 phụ lưu cấp hai với tổng chiều dài 645 km và hàng trăm km sông cấp ba, bốn và các sông suối ngắn dưới 10 km. Lưu vực sông Cầu nằm trong vùng mưa lớn (1.500-2.700 mm/năm) của tỉnh Thái Nguyên. Tổng lưu lượng nước hàng năm đạt đến 4,2 tỷ m³. Sông Cầu được điều tiết bằng hồ Núi Cốc trên sông Công (một chi lưu của nó) với dung tích hàng trăm triệu m³.
Chế độ thủy văn của các sông trong lưu vực sông Cầu được chia thành 2 mùa:
- Mùa lũ bắt đầu từ tháng 6 đến tháng 9 và chiếm 70-80% tổng lưu lượng dòng chảy trong năm.
- Mùa khô từ tháng 10 đến tháng 5 năm sau, chỉ chiếm 20-30% tổng lưu lượng dòng chảy của năm.

Lưu lượng dòng chảy trung bình các tháng trong năm chênh lệch nhau tới 10 lần, mực nước cao và thấp nhất chênh nhau khá lớn, có thể tới 5–6 m.

## Các vấn đề liên quan
Do việc khai thác và phát triển chưa hợp lý như phát triển công nghiệp và khai khoáng ồ ạt, chặt phá rừng phòng hộ đầu nguồn cũng như phát triển làng nghề chưa có quy hoạch cụ thể và việc xử lý nước thải còn bị coi nhẹ v.v nên nguồn nước, cảnh quan và hệ sinh thái của sông Cầu cũng như lưu vực đang bị suy thoái và có nguy cơ cạn kiệt, nguồn nước ngày càng bị ô nhiễm nặng nề, giảm giá trị sử dụng, ảnh hưởng xấu đến sản xuất và đời sống, môi trường sinh thái, cảnh quan thiên nhiên.
Ngày 23 tháng 6 năm 2001, tại thị xã Bắc Giang đã diễn ra Hội nghị Chủ tịch Ủy ban nhân dân 6 tỉnh (thuộc đề án sông Cầu) lần thứ 4 nhằm tìm ra giải pháp toàn diện cho các vấn đề kể trên. Tại hội nghị đã ký "Thỏa ước về hợp tác bảo vệ và khai thác bền vững sông Cầu và lưu vực sông Cầu".
Hiện trên sông Cầu có các cây cầu bắc qua:
- Cầu trên xã Phong Quang, tỉnh Thái Nguyên, nối xã với tỉnh lộ 257
- Cầu trên xã Phong Quang, tỉnh Thái Nguyên
- Cầu Dương Quang, tỉnh Thái Nguyên
- Cầu Phà, tỉnh Thái Nguyên
- Cầu Phà mới (Cầu Bắc Cạn 2), tỉnh Thái Nguyên
- Cầu Bắc Kạn, tỉnh Thái Nguyên
- Cầu tại xã Cẩm Giàng, tỉnh Thái Nguyên
- Cầu Thác Giềng, trên quốc lộ 3B, phường Bắc Kạn, tỉnh Thái Nguyên
- Cầu trên xã Thanh Mai, tỉnh Thái Nguyên
- Cầu Nà Nậm, xã Thanh Thịnh, tỉnh Thái Nguyên
- Cầu Nà Khon, xã Chợ Mới, tỉnh Thái Nguyên
- Cầu Cao Ngạn, trên quốc lộ 1B, nối phường Quan Triều với phường Linh Sơn, tỉnh Thái Nguyên
- Cầu Gia Bẩy, tỉnh Thái Nguyên
- Cầu Bến Tượng, tỉnh Thái Nguyên
- Cầu treo Huống, phường Phan Đình Phùng- phường Linh Sơn, Thái Nguyên
- Cầu đường sắt đi Trại Cau, Thái Nguyên
- Cầu Mây, trên quốc lộ 37, xã Phú Bình, Thái Nguyên
- Cầu Vát, nối xã Trung Giã, Hà Nội với xã Hợp Thịnh, Hiệp Hòa, Bắc Giang cũ
- Cầu Đông Xuyên, nối huyện Hiệp Hòa, Bắc Giang và huyện Yên Phong, tỉnh Bắc Ninh
- Cầu đường sắt Đáp Cầu, Bắc Ninh - Bắc Giang
- Cầu Thị Cầu, nối thành phố Bắc Ninh - thị xã Việt Yên, Bắc Giang
- Cầu Như Nguyệt, Bắc Ninh - Bắc Giang
- Cầu Yên Dũng, nối thị xã Quế Võ, Bắc Ninh với thành phố Bắc Giang, tỉnh Bắc Giang

## Phụ lưu
- sông Cà Lồ, lấy nước từ sông Hồng, kết hợp với nguồn nước từ dãy núi Tam Đảo, để đổ vào sông Cầu tại địa phận xã Việt Long (huyện Sóc Sơn - Hà Nội), sông có chiều dài 89 km
- Sông Công dài 96 km, bắt nguồn từ huyện Định Hóa cũ (Thái Nguyên chảy theo hướng đông nam hợp lưu với Sông Cầu tại địa phận xã Trung Giã.
- Sông Ràng
- Sông Đu
- Sông Chợ Chu
- Sông Nghinh Tường

## Sự kiện lịch sử
Năm 1077 trên sông Như Nguyệt, quân đội nhà Lý do danh tướng Lý Thường Kiệt chỉ huy đã đánh bại đội quân xâm lược của nhà Bắc Tống gồm 100.000 quân do Quách Quỳ chỉ huy.

## Văn hóa

### Thánh Tam Giang
Trong truyền thuyết, vị thần cai quản sông Cầu là Đức thánh Tam Giang, do hai tướng Trương Hống, Trương Hát của Triệu Việt Vương sau khi chết được phong thần. Sau này hai ông đã hiển linh giúp Nam Tấn Vương đánh Lý Huy, các quân Việt Nam đánh quân phương Bắc (thời Ngô Quyền, Lê Hoàn, Lý Thường Kiệt...). Đồng thời hai ông cũng cai quản cả sông Long Nhỡn (sông Thương), sông Đuống.

### Dòng sông Quan họ
Phần sông Cầu đoạn chảy qua ranh giới 2 tỉnh cũ Bắc Giang và Bắc Ninh tập trung hầu hết các làng quan họ của vùng văn hóa Kinh Bắc. Do đó mà sông Cầu được gọi là dòng sông quan họ trong thơ ca và trong bài hát nổi tiếng của Phan Lạc Hoa mang tên "Tình yêu trên dòng sông quan họ":
"Tình yêu có từ nơi đâu?
Êm êm một khúc sông Cầu
...
Con sông của người quan họ
Suốt đời nước chảy lơ thơ..."